# Mittlerer Erzgebirgskreis
Der Mittlere Erzgebirgskreis war ein Landkreis im Regierungsbezirk Chemnitz im Südwesten des Freistaates Sachsen. Auf einer Fläche von 595,37 km² lebten 86.667 Einwohner im Landkreis (31. Dezember 2007). Der Verwaltungssitz befand sich in der Stadt Marienberg.

## Geographie
Die höchste Erhebung des Landkreises lag südlich von Satzung an der Grenze zu Tschechien (899 m ü NN), allgemein galt aber der 891 m hohe und markante Hirtstein nördlich von Satzung als höchster Berg.

## Wirtschaft
Mit dem Niedergang des Bergbaues im Erzgebirge wurde der natürliche Rohstoff Holz als neue Erwerbsquelle erschlossen. Daraus entwickelte sich eine traditionsreiche, wirtschaftlich bedeutsame Spezialproduktion von in aller Welt bekannten erzgebirgischen Erzeugnissen wie zum Beispiel der Original Seiffener Nussknacker und der Räuchermänner. Produktionsstätten sind vor allem in Seiffen, Olbernhau, Grünhainichen und Borstendorf zu finden. Neben dieser traditionellen, holzverarbeitenden Industrie sind vor allem der Maschinenbau, die Elektroindustrie, das Baugewerbe sowie das Handels- und Dienstleistungsgewerbe maßgebliche Erwerbszweige der Region. Zu den wichtigsten Erzeugnissen in diesen Branchen gehören Kühlschränke, Industriefedern, Normteile, Leuchten, Armaturen, Holzbearbeitungsmaschinen und Motorräder. Für das produzierende und dienstleistende Gewerbe entstanden eine Vielzahl von Gewerbegebieten. So siedelten sich unter anderem Unternehmen aus den Bereichen Bauindustrie, Maschinenbau, metallverarbeitende Industrie, Ernährungsgewerbe, Volkskunst, Elektroinstallation, Elektronik/Elektroindustrie, Leuchtenbau, Möbel, Umwelttechnik, Recycling, Transport und Speditionen, Sanitär- und Heizungsbau, Holzindustrie sowie Handel und Dienstleistung an. Der Landkreis war vom Tourismus geprägt, durch ihn führte die Silberstraße.

## Geschichte
Der Mittlere Erzgebirgskreis wurde am 1. August 1994 überwiegend als Zusammenschluss der Landkreise Marienberg und Zschopau gegründet. Zum neuen Mittleren Erzgebirgskreis kamen vom Landkreis Flöha die Gemeinden Borstendorf, Dittmannsdorf und Grünhainichen und vom Landkreis Chemnitz die Gemeinden Dittersdorf und Kleinolbersdorf-Altenhain. Der nördliche Teil des Spielzeugwinkels fiel an den Landkreis Freiberg.
Im Zuge einer erneuten Verwaltungsreform in Sachsen schlossen sich die Landkreise Annaberg, Aue-Schwarzenberg, Mittlerer Erzgebirgskreis und Stollberg am 1. August 2008 zum neuen Erzgebirgskreis zusammen.

## Politik
Letzter Landrat des Mittleren Erzgebirgskreises war Albrecht Kohlsdorf (CDU).

### Kreistag
Die 50 Sitze im letzten Kreistag verteilten sich folgendermaßen auf die einzelnen Parteien:
| Partei             | Sitze |
| CDU                | 29    |
| LINKE              | 8     |
| FDP                | 5     |
| SPD                | 4     |
| Kreisbauernverband | 2     |
| BFW                | 1     |
| GRÜNE              | 1     |

## Städte und Gemeinden
Der Mittlere Erzgebirgskreis bestand aus 22 Gemeinden (davon sechs Städte). Zwölf Gemeinden waren in drei Verwaltungsgemeinschaften und zwei Verwaltungsverbänden zusammengeschlossen.
| Städte 1. Lengefeld 2. Marienberg 3. Olbernhau 4. Wolkenstein 5. Zöblitz 6. Zschopau, Große Kreisstadt Verwaltungsgemeinschaften und Verwaltungsverbände 1. Verwaltungsverband Grüner Grund mit Sitz in Drebach-Scharfenstein, Mitglieder: Drebach und Venusberg 2. Verwaltungsgemeinschaft Marienberg mit Sitz in Marienberg, Mitglieder: Marienberg und Pobershau 3. Verwaltungsgemeinschaft Seiffen/Erzgeb. mit Sitz in Seiffen, Mitglieder: Deutschneudorf, Heidersdorf und Seiffen 4. Verwaltungsverband Wildenstein mit Sitz in Grünhainichen, Mitglieder: Börnichen, Grünhainichen und Waldkirchen 5. Verwaltungsgemeinschaft Zschopau mit Sitz in Zschopau, Mitglieder: Gornau/Erzgeb. und Zschopau | Gemeinden 1. Amtsberg 2. Börnichen/Erzgeb. 3. Borstendorf 4. Deutschneudorf 5. Drebach 6. Gornau/Erzgeb. 7. Großolbersdorf 8. Großrückerswalde 9. Grünhainichen 10. Heidersdorf 11. Pfaffroda 12. Pobershau 13. Pockau 14. Seiffen/Erzgeb., Kurort 15. Venusberg 16. Waldkirchen/Erzgeb. |

## Kfz-Kennzeichen
Am 1. August 1994 wurde dem Landkreis das seit dem 1. Januar 1991 für den Landkreis Marienberg gültige Unterscheidungszeichen MAB zugewiesen. Dieses wurde am 1. Januar 1995 vom neuen Unterscheidungszeichen MEK abgelöst, das bis zum 31. Juli 2008 ausgegeben wurde. Seit dem 9. November 2012 ist es im Erzgebirgskreis erhältlich.
Bis etwa zum Jahr 2000 erhielten Fahrzeuge aus dem Altkreis Zschopau Kennzeichen mit den Buchstaben A bis Z und den Zahlen von 1 bis 999.